# Marion Roper
Marion Roper   (Chicago, 15 de setembre de 1910 - Ventura, 10 de febrer de 1991) fou una saltadora estatunidenca que va competir durant la dècada de 1930.
El 1932 va prendre part en els Jocs Olímpics de Los Angeles, on guanyà la medalla de bronze en la competició de palanca de 10 metres del programa de salts.